# 2014年クリミア住民投票

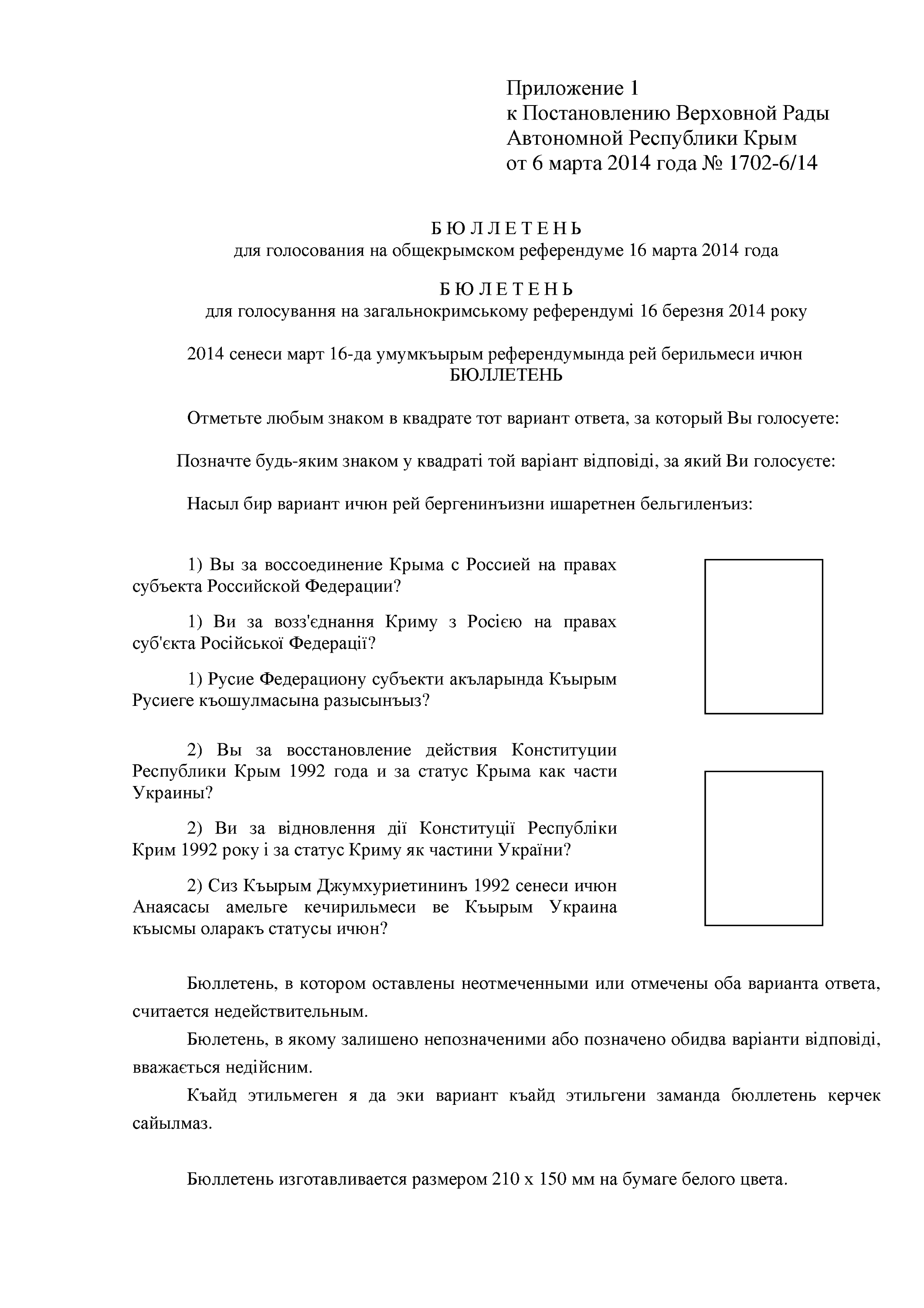
投票表紙のサンプル。

2014年クリミア住民投票（2014ねんクリミアじゅうみんとうひょう）は、2014年3月16日にウクライナのクリミア自治共和国ならびにセヴァストポリ特別市で実施された、ロシア連邦への編入の是非が問われた住民投票である。投票の結果、クリミア、セヴァストポリともにロシアへの編入に賛成する票が全体投票数の9割以上を占め、同年3月18日、ロシア連邦は両者の編入を宣言するに至った。

## 概要
クリミア自治共和国は1992年のウクライナ独立以来、同国の一部となっているが、これを改めロシア連邦に帰属するか否かを問う住民投票である。2014年3月6日にクリミア最高会議（議会）において実施日が決定された。有権者はクリミア自治共和国住民およびセヴァストポリ特別市住民で、約150万人。3月13日までに投票用紙の印刷をほぼ終え、当日は1200箇所以上の投票所が設置される。ロシアやCIS諸国のオブザーバーらが投票の行方を見守るが、後述のとおり、欧州安全保障協力機構(OSCE)は監視団派遣を拒否している。
- 投票日時：2014年3月16日午前8時[7]～午後5時[8]（現地時間、UTC+2）
- 有権者数：約150万人[5][9]
- 投票用紙：151万2725枚を用意[9]
- 投票所：1205箇所（うちセヴァストポリ市内192箇所）[6][9]
- 担当する選挙管理委員会：27組織[9]

ウクライナでは選挙法により準備期間として60日を要しなければならないが、今回はわずか10日間しかなかった。また定められている期日前投票も行われなかった。ウクライナは住民投票に反対する立場から選挙人名簿をクリミア選管に提供を拒否。クリミア選管は前回名簿に基づいたが、入場券の発送が大幅に遅延し、最終的には氏名欄が空白のものまで発送されており、住民の異動を含めた全有権者のデータについて正確に把握しているかは疑問視されている。
ウクライナ憲法第73条によれば領土変更は国民投票によってのみ議決することができ、ウクライナ暫定政権や国際連合、日米欧のG7はこれを根拠に投票権がクリミア住民に限られる住民投票の正当性に疑問を投げかけ、G7は結果を受け入れないと表明する一方、ロシアは投票結果を尊重するとの見解を示している。この住民投票実施をめぐり、西側諸国とロシアの決定的な対立が明らかとなり、両陣営の関係は冷戦終結以降、最大の危機に直面することとなった。
住民投票では次の2点のうちいずれかを選択する。
1. クリミア自治共和国をロシア連邦へ編入させることを支持する。
2. ウクライナへの帰属を決定した、1992年制定の憲法の効力復活を支持する。

2番目の選択肢に賛成すればクリミアのウクライナ帰属に賛成することになるが、1992年制定の憲法は現状のものよりクリミアの分離独立に関する手続きが詳細に定めているため、1992年憲法が復活すればロシア編入が容易な状況ができる。このため住民投票に批判的な立場からは、結局はロシア編入か、ウクライナ内の地位再交渉のどちらかしか道がなく、独立という現状維持という選択肢はないとも指摘される。一方で、親ロシアのヴィクトル・ヤヌコーヴィチ政権の退陣が国民の意志であり欧米諸国がこれを認めるならば、クリミア住民の意志も尊重されなければならないという指摘もある。
3月16日に住民投票は予定通り行われ、事前の大方の予想通りロシア編入への賛成票が多数を占めた。翌17日、クリミア最高会議はこの結果を承認し、ウクライナからの独立とロシアへの編入を決議。同日、ロシアのウラジーミル・プーチン大統領はクリミアを国家承認し、翌18日にはロシア、クリミア、セヴァストポリの3者でクリミアとセヴァストポリがロシアに編入される条約に調印した。欧米諸国が投票結果を認めない中、ベラルーシのようにロシア以外に投票結果を認めた国家も存在する。3月27日にはウクライナやアメリカが国際連合総会に提出した、住民投票の正当性を否定し各国に対してロシアによる編入を認めないよう求める決議案が採決され、賛成100、反対11、棄権58（欠席24）で採択されている。

## 実施に至る背景
クリミアは歴史的に支配者が幾度となく替わり、1783年にロシアの支配下に入った。ソビエト連邦時代、ソビエト連邦共産党書記長ヨシフ・スターリンによりクリミアに住んでいたクリミア・タタール人はシベリアや中央アジアへと強制的に移住させられた。スターリン死後の1954年、ソビエト連邦共産党第一書記ニキータ・フルシチョフによりクリミアはロシア・ソビエト連邦社会主義共和国からウクライナ・ソビエト社会主義共和国へと移管される。1991年にソビエト連邦は崩壊し、追放されていたタタール人もクリミアへと戻り、1992年にはクリミア自治共和国としてウクライナの一部となった。
クリミア半島南部セヴァストポリにはロシア黒海艦隊基地があり、ロシアにとって戦略上、重要な拠点となってきた。ところがソビエト連邦の崩壊後にウクライナがその一部の所有権を主張したためロシアとウクライナの間に対立が発生し、以来、クリミアでは分離独立を求める声が起こった。クリミアで多数（58％）を占めるロシア系住民はロシアへの帰属意識が強く（しかし、ロシア共和国時代を知らない若者の間ではウクライナへの帰属意識が強いとも言われる）、2014年のウクライナにおける政変で親ロシアのヤヌコーヴィチ政権が崩壊し親欧米派の暫定政権が発足したことについても反発。ロシア帰属を問う住民投票の実施を求めるデモも発生し、2014年2月26日、クリミア最高会議（議会）はロシアへの帰属を問う住民投票の是非について審議。住民投票を求めるデモ隊が、これに反対するウクライナ寄りのデモ隊とにらみあう場面もあった。双方とも数千人規模が参加したとされ、親ロシア派が数百人、親ウクライナ派や親EU派は約4000人だったという報道もあれば、最終的に7000人がデモに参加したという報道もある。

## 推移
2014年2月27日、最高会議庁舎が親ロシアの武装集団によって占拠され、最高会議はウクライナの暫定政権を支持していたアナトリー・モギリョフ政権を解任し、親ロシアのセルゲイ・アクショーノフ政権を発足させ、同年5月25日に自治共和国の自治権拡大の是非を問う住民投票を実施することを決定した。これはウクライナ議会が決定した次期大統領選挙が行われる日でもあった。その後、住民投票は3月30日へと変更された。
3月6日、クリミア最高会議は緊急会合を開き、ロシアへの帰属を求める決議を全会一致で採択し、住民投票を3月16日に繰り上げ、ロシアへの編入を問うと発表した。これにセヴァストポリ特別市評議会も同調し、住民投票への参加が決まった。同日、金融市場でロシアの株価とルーブルは共に下落し、国債利回りは上昇するというトリプル安が発生した。これに対し、クリミア自治共和国の住民のうち、人口の10%強を占める少数民族クリミア・タタール人の民族自治組織クリミア・タタール民族会議（メジュリス）は、ウクライナ帰属を訴えて住民投票へのボイコットを呼びかけた。
ウクライナ政府はクリミアへの国際監視団の派遣を要望したが、欧州安全保障協力機構(OSCE)監視団のクリミア入りは何度も武装集団に阻止されている。3月10日にはクリミア最高会議がOSCEに監視団派遣を要請したが、同日にクリミアはウクライナの一部で国家ではないとの理由から派遣は不可能と回答。翌11日にはOSCE議長でスイスのディディエ・ビュルカルテ連邦大統領が住民投票はウクライナ憲法に違反するとして監視団を派遣しないことを表明した。
住民投票の公式サイトがウクライナのドメイン(referendum2014.org.ua)で開設されたが、後にロシアのドメイン(referendum2014.ru)に変更された。3月11日にはアメリカとウクライナからDoS攻撃を受けるなどして、公式サイトは複数回にわたり閉鎖されている。
3月11日にはクリミア最高会議がセヴァストポリ特別市と共にウクライナからの独立を宣言。16日の住民投票でてロシアへの編入が賛成多数を得た場合、クリミア自治共和国とセヴァストポリ特別市が即時にウクライナよりいったん独立し、国際条約に照らしロシアに対して編入を提案するという内容の決議を出席議員81人中78人の賛成で採択した。この決議には、国際法上、当該国同士の合意なしに領土の帰属変更を行うことは認められない懸念があるため、独立宣言はクリミアの分離を既成事実化し、独立国家としてロシアに編入されるための体裁を整える目的があるとされた。ウクライナ暫定政権は反発し、3月12日までにクリミアが住民投票を中止する決定を行わなければ自治共和国議会を解散することを決議した。
また、同日クリミア最高会議は、住民投票でロシア編入が承認され、独立した場合にはクリミア・タタール語の公用語化や留保議席の割当など、クリミア・タタール人の権利を向上するとした決議も採択し、民族自治組織「メジュリス」の幹部がボイコット姿勢を崩さないクリミア・タタール人の切り崩しをはかった。ロシアのウラジーミル・プーチン大統領も、メジュリス前議長で事実上の指導者であるムスタファ・ジェミーレフをモスクワに招いて電話会談し、ロシアに編入された場合に少数民族の生活水準が向上すると発言した。
3月12日にはロシアのレオニド・スルツキー下院議員が、住民投票時にウクライナが軍事行動をとった場合に備え、ロシア軍がクリミア半島に部隊を派遣したことを示唆した。
3月13日、アメリカのジョン・ケリー国務長官は住民投票が予定通り行われた場合、翌17日にアメリカと欧州が共同でロシアに対し「非常に重大な一連の措置」を講じることになると警告。同日、アメリカは国際連合安全保障理事会に住民投票は違法なものであり、結果を受け入れないよう各国に要請する内容の決議案を提出したが、15日の採決ではロシアが反対し拒否権を行使したため決議案は採択されなかった（中国は棄権）。そこで3月27日に安保理決議と違い法的拘束力はないが安保理常任理事国の拒否権の影響を受けない総会決議が審議され、決議68/262が採択された。

## 結果
投票は即日開票され、クリミア自治共和国ではロシア編入への賛成が96.77％、反対が2.51％で、無効票は0.72％となった。投票率は83.1％であった。またセヴァストポリ特別市では、ロシアへの編入賛成が全体の95.60％にのぼった。
事前の観測ではクリミア・タタール人など現状維持を主張する親ウクライナ派の人々が多数ボイコットするともみられていたが、80%を超える高い投票率となった。クリミア自治共和国のアクショーノフ首相は、タタール人の約40％が住民投票に参加し、その半数がロシア編入に賛成したとし、ロシア人以外の民族からも一定の支持を得たとみている。一方で、住民投票をボイコットしたクリミア・タタール民族会議からは、投票率は不正に底上げされたものだとする意見があがっている
。また、アメリカ合衆国連邦政府は、住民投票にはセヴァストポリで人口以上の賛成票が投じられたり多くの都市で投票用紙に事前に印が付けられるなどの不正があり、クリミア・タタール人の99％が投票を拒否したとして、投票結果を疑問視している。
| 選択肢                                       | 得票数    | 得票率  | 有効投票中の割合 |
| -------------------------------------------- | --------- | ------- | ---------------- |
| ロシア編入に賛成                             | 1,233,002 | 96.77%  | 97.47%           |
| 1992年憲法を支持しウクライナの一部にとどまる | 31,997    | 2.51%   | 2.53%            |
| 有効投票                                     | 1,264,999 | 99.29%  | 100.00%          |
| 無効票                                       | 9,097     | 0.71%   | —                |
| 合計                                         | 1,274,096 | 100.00% | —                |

| 選択肢                                       | 得票数  | 得票率  | 有効投票中の割合 |
| -------------------------------------------- | ------- | ------- | ---------------- |
| ロシア編入に賛成                             | 262,041 | 95.60%  | 96.59%           |
| 1992年憲法を支持しウクライナの一部にとどまる | 9,250   | 3.37%   | 3.41%            |
| 有効投票                                     | 271,291 | 98.97%  | 100.00%          |
| 無効票                                       | 2,810   | 1.03%   | —                |
| 合計                                         | 274,101 | 100.00% | —                |

## 国内外の反応

### 投票実施前

#### 国内
ウクライナ暫定政権はクリミアのみで領土に関する住民投票を行うことは憲法違反にあたり無効であると反発。
オレクサンドル・トゥルチノフ大統領代行は、有権者の大半が棄権するだろうとし、これはロシアの軍事力を背景とした茶番、欺瞞、犯罪であり、ロシアは投票結果を捏造するだろうとした。
アルセニー・ヤツェニュク首相は憲法違反と主張、閣僚からも同様の声が上がった。

#### 国外
- 国際連合 - マーティン・ネシルキー報道官は、住民投票の実施は懸念材料であると発言[61]。
- 欧州連合 - ジョゼ・マヌエル・ドゥラン・バローゾ欧州委員会委員長は、住民投票は違法であると主張[6]。
- G7の7カ国は共同で、住民投票には法的な根拠がなく、結果を承認することもないと表明。住民投票の中止を要請した。ロシア軍がクリミアを事実上の占領下においていることから、一連のプロセスには深刻な欠陥があり、道徳的効力もないとした[14]。

- 中国 - 外交部の秦剛報道局長は3月7日、住民投票について国際法に違反しているかとの質問には答えず、対話と交渉により平和裏に問題を解決することを望むと発言[62]。
- フランス - ローラン・ファビウス外相は、住民投票には正当性がないと主張。5月25日に実施予定の大統領選挙のみが正当であるとした[63]。
- ドイツ - アンゲラ・メルケル連邦首相は、住民投票はウクライナ憲法並びに国際法に違反すると主張[64]。住民投票が実施されれば、欧州連合はロシアに対して、厳しい制裁を発動すると表明した[65]。
- 日本 - 菅義偉内閣官房長官は、住民投票について深刻な懸念と憂慮を持っていると発言[66]。
- ロシア - ウラジーミル・プーチン大統領は、住民投票は合法であると発言[67]。ワレンチナ・マトヴィエンコ上院議長は、クリミア自治共和国にはロシア編入の賛否を問う住民投票を実施する権利があると主張。ロシア編入に賛意が示されれば、上院はこれを支持するとした[15]。
- アメリカ合衆国 - バラク・オバマ大統領は、住民投票はウクライナ憲法並びに国際法に違反するとして認めないことを表明[13][68]。プーチン大統領が事態打開に動かない限り、欧米で制裁を課すと警告した[69]。

### 投票実施後

#### 国内
トゥルチノフ大統領代行は、住民投票は茶番であるとし、決して承認しないと表明。

#### 国外
- 欧州連合 - ヘルマン・ファン・ロンパウ欧州理事会議長、ジョゼ・マヌエル・ドゥラン・バローゾ欧州委員会委員長は、住民投票は非合法であるとし、投票結果を認めないと表明[71]。
- 日本 - 菅義偉内閣官房長官は、投票の結果を承認しないと発表[72]。
- ベラルーシ - アレクサンドル・ルカシェンコ大統領は、クリミア半島が「ロシアの一部になった」として投票結果を事実上承認[23]。
- ロシア - ウラジーミル・プーチン大統領は、住民投票は国際法と国連憲章に合致していると表明[71]。
- アメリカ合衆国 - バラク・オバマ大統領はプーチン大統領との電話会談で、投票結果を絶対に認めないと通達[71]。